# Food and Drug Administration
A Food and Drug Administration (FDA ou USFDA) é uma agência federal do Departamento de Saúde e Serviços Humanos dos Estados Unidos, um dos departamentos executivos federais dos Estados Unidos. A FDA é responsável pela proteção e promoção da saúde pública através do controle e supervisão da segurança alimentar, produtos de tabaco, suplementos dietéticos, prescrição e over-the-counter medicamentos farmacêuticos (medicamentos), vacinas, biofarmacêuticos, transfusões de sangue, dispositivos médicos, radiação eletromagnética (ERED), cosméticos e alimentos para animais e produtos veterinários. A partir de 2017, 3/4 do orçamento da FDA (cerca de milhões) é financiado pelas empresas farmacêuticas, devido ao "Prescription drug user fee act", que está em vigor desde 1992, sendo revalidado a cada 5 anos, como ocorreu em 2017.
O FDA foi autorizado pelo Congresso dos Estados Unidos para fazer cumprir o Federal Food, Drug, e Cosmetic Act, que serve como o foco principal para a Agência; A FDA também aplica outras leis, especialmente a Seção 361 da Lei de Serviços de Saúde Pública e regulamentos associados, muitos dos quais não estão diretamente relacionados a alimentos ou drogas. Estes incluem a regulação de lasers, telefones celulares, preservativos e controle da doença em produtos que vão de certos animais de estimação domésticos para doação de esperma para a reprodução assistida.
A FDA é liderada pelo Comissário de Alimentos e Drogas, nomeado pelo Presidente com o conselho e consentimento do Senado. O Comissário informa o Secretário de Saúde e Serviços Humanos. Janet Woodcock é a atual comissária, que assumiu em janeiro de 2021.
A FDA tem sua sede em White Oak, Maryland. A agência também tem 223 escritórios de campo e 13 laboratórios localizados nos 50 estados, as Ilhas Virgens Americanas e Porto Rico. Em 2008, a FDA começou a enviar funcionários para países estrangeiros, incluindo China, Índia, Costa Rica, Chile, Bélgica e Reino Unido.

## Estrutura organizacional
- Departamento de Saúde e Serviços Humanos
  - Administração de Alimentos e Medicamentos
    - Gabinete do Comissário
      - Gabinete do Conselheiro Chefe (OCC)
      - Secretaria Executiva (OES)
      - Gabinete do Conselheiro do Comissário
      - Escritório de Transformação Digital (ODT)

    - Centro de Avaliação e Pesquisa Biológica (CBER)
    - Centro de Dispositivos e Saúde Radiológica (CDRH)
    - Centro de Avaliação e Pesquisa de Medicamentos (CDER)
    - Centro de Segurança Alimentar e Nutrição Aplicada (CFSAN)
    - Centro de Produtos do Tabaco (CTP)
    - Centro de Medicina Veterinária (CVM)
    - Centro de Excelência em Oncologia (OCE)
    - Diretoria de Assuntos Regulatórios (ORA)
    - Escritório de Política e Programas Clínicos (OCPP)
    - Gabinete dos Negócios Estrangeiros (OEA)
    - Escritório de Política Alimentar e Resposta (OFPR)
    - Escritório de Saúde de Minorias e Equidade em Saúde (OMHHE)
    - Escritório de Operações (OO)
    - Escritório de Política, Legislação e Assuntos Internacionais (OPLIA)
    - Gabinete do Cientista-Chefe (OCS)
      - Centro Nacional de Pesquisas Toxicológicas (NCTR)

    - Escritório de Saúde da Mulher (OWH)

## Localização
Nos últimos anos, a agência começou a realizar um esforço em larga escala para consolidar suas 25 operações na área metropolitana de Washington, movendo-se de sua sede principal em Rockville e vários edifícios de escritórios fragmentados para o antigo local do Laboratório Naval Ordnance na área White Oak De Silver Spring, Maryland. O site foi renomeado do White Naval Surface Warfare Center para o Centro de Pesquisa Federal em White Oak. O primeiro edifício, o Laboratório de Ciências da Vida, foi dedicado e aberto com 104 funcionários no campus em dezembro de 2003. Apenas um edifício original da instalação naval foi mantido. Todos os outros edifícios são de construção nova. O projeto está programado para ser concluído até 2017, assumindo futuro financiamento do Congresso.

## Instalações regionais
Enquanto a maioria dos Centros está localizada na área de Washington, D.C., como parte das divisões da sede, dois escritórios - o Escritório de Assuntos Regulatórios (ORA) e o Escritório de Investigações Criminais (OCI) - são principalmente escritórios de campo com uma força de trabalho espalhados por o país.
O Escritório de Assuntos Regulatórios é considerado os "olhos e ouvidos" da agência, realizando a grande maioria do trabalho da FDA no campo. Os agentes de segurança do consumidor, mais comumente chamados de Investigadores, são os indivíduos que inspecionam as instalações de produção e armazenagem, investigam queixas, doenças ou surtos e revisam a documentação no caso de dispositivos médicos, medicamentos, produtos biológicos e outros itens onde pode ser difícil para realizar um exame físico ou tomar uma amostra física do produto.
O Escritório de Assuntos Regulatórios está dividido em cinco regiões, que são divididas em 20 distritos. Os distritos são baseados aproximadamente nas divisões geográficas do sistema judicial federal. Cada distrito inclui um escritório principal do distrito e um número de bornes residentes, que são escritórios remotos do FDA que servem a uma área geográfica particular. A ORA também inclui a rede de laboratórios de regulamentação da Agência, que analisam quaisquer amostras físicas colhidas. Embora as amostras sejam geralmente relacionadas com alimentos, alguns laboratórios estão equipados para analisar drogas, cosméticos e dispositivos emissores de radiação.
O Escritório de Investigações Criminais foi criado em 1991 para investigar casos criminais. Ao contrário dos Investigadores da ORA, os Agentes Especiais da OCI estão armados e não se concentram nos aspectos técnicos das indústrias reguladas. Os agentes da OCI perseguem e desenvolvem casos em que pessoas físicas e jurídicas tenham cometido ações criminosas, como reclamações fraudulentas ou, conscientemente e intencionalmente, embarcarem mercadorias adulteradas conhecidas no comércio interestadual. Em muitos casos, a OCI persegue casos que envolvem violações do Título 18 (por exemplo, conspiração, declarações falsas, fraude de arame, fraude postal), além de atos proibidos, conforme definido no Capítulo III da Lei FD & C. OCI agentes especiais muitas vezes vêm de outras origens de investigações criminais, e trabalhar em estreita colaboração com o Federal Bureau of Investigation, Procurador-Geral Adjunto, e até mesmo a Interpol. A OCI recebe casos de várias fontes - incluindo a ORA, agências locais e o FBI - e trabalha com os Investigadores da ORA para ajudar a desenvolver os aspectos técnicos e científicos de um caso. OCI é um ramo menor, compreendendo cerca de 200 agentes em todo o país.
A FDA trabalha frequentemente com outras agências federais, incluindo o Departamento de Agricultura, Drug Enforcement Administration, Alfândega e Proteção de Fronteiras e Consumer Product Safety Commission. Muitas vezes as agências governamentais locais e estaduais também trabalham com a FDA para fornecer inspeções regulatórias e medidas de execução.

## Âmbito e financiamento
A FDA regula mais de trilhões de bens de consumo, cerca de 25% dos gastos dos consumidores nos Estados Unidos. Isso inclui bilhões em vendas de alimentos, bilhões em medicamentos, bilhões em cosméticos e bilhões em suplementos vitamínicos. Grande parte dessas despesas é para bens importados para os Estados Unidos; A FDA é responsável pelo monitoramento das importações.
O pedido de orçamento federal da FDA para o ano fiscal de 2012 totalizou bilhões, enquanto o orçamento de 2014 proposto é de bilhões. Cerca de mil milhões deste orçamento é gerado pelas taxas de utilização. As empresas farmacêuticas pagam a maior parte dessas taxas, que são usadas para agilizar os exames de drogas. O pedido de orçamento federal da FDA para o ano fiscal de 2008 (outubro de 2007 a setembro de 2008) totalizou bilhões, um aumento de um milhão do que recebeu para o ano fiscal de 2007.
Em fevereiro de 2008, a FDA anunciou que a solicitação de orçamento para o ano fiscal 2009 da administração Bush para a agência foi de pouco menos de R$ 3,12 bilhões em autoridade orçamentária e milhões em taxas de uso. A autoridade orçamentária solicitada foi um aumento de milhões mais do que o financiamento do ano fiscal de 2008 - cerca de um aumento de três por cento. Em junho de 2008, o Congresso deu à agência uma apropriação de emergência de milhões para o ano fiscal de 2008 e outro milhão.
A maioria das leis federais relativas à FDA fazem parte da Lei de Alimentos, Medicamentos e Cosméticos, (primeiramente aprovada em 1938 e amplamente alterada desde) e são codificadas no Título 21, Capítulo 9 do Código dos Estados Unidos. Outras leis significativas aplicadas pela FDA incluem a Lei do Serviço de Saúde Pública, partes da Lei de Substâncias Controladas, a Lei Federal Anti-Tampering, bem como muitos outros. Em muitos casos, essas responsabilidades são compartilhadas com outras agências federais.

## Programas de regulamentação
Os programas de regulamentação da segurança variam amplamente pelo tipo de produto, seus riscos potenciais e os poderes regulatórios concedidos à agência. Por exemplo, a FDA regula quase todas as facetas dos medicamentos prescritos, incluindo testes, fabricação, rotulagem, publicidade, marketing, eficácia e segurança, mas a regulação da FDA de cosméticos se concentra principalmente na rotulagem e na segurança. A FDA regula a maioria dos produtos com um conjunto de padrões publicados aplicados por um número modesto de inspeções de instalações. As observações de inspeção estão documentadas no Formulário 483.

### Canada-United States Regulatory Cooperation Council
Em 4 de fevereiro de 2011, o primeiro-ministro canadense Stephen Harper e o ex-presidente dos Estados Unidos, Barack Obama, emitiram uma "Declaração sobre uma Visão Compartilhada para Segurança Perimetral e Competitividade Econômica" e anunciaram a criação da Cooperação Reguladora Canadá- Conselho (RCC) "para aumentar a transparência regulatória e coordenação entre os dois países".
Saúde Canadá e os Estados Unidos Food and Drug Administration (FDA) sob o mandato RCC, empreendeu o "primeiro de seu tipo" iniciativa, selecionando "como sua primeira área de alinhamento comum frio indicações para certos over-the-counter anti-histamínicos ingredientes (GC 2013-01-10)".

### Regulação de alimentos e suplementos dietéticos
A regulação de alimentos e suplementos dietéticos pela Administração de Alimentos e Drogas dos EUA é governada por vários estatutos decretados pelo Congresso dos Estados Unidos e interpretados pela FDA. De acordo com a Lei Federal de Alimentos, Drogas e Cosméticos ("a Lei") e a legislação que a acompanha, a FDA tem autoridade para supervisionar a qualidade das substâncias vendidas como alimento nos Estados Unidos e para monitorar as alegações feitas na Composição e os benefícios para a saúde dos alimentos.
A FDA subdivide as substâncias que regula como alimentos em várias categorias - incluindo alimentos, aditivos alimentares, substâncias adicionadas (substâncias artificiais que não são intencionalmente introduzidas nos alimentos, mas acabam nela) e suplementos dietéticos. Padrões específicos os exercícios da FDA diferem de uma categoria para a próxima. Além disso, a legislação tinha concedido à FDA uma variedade de meios para abordar violações de normas para uma determinada categoria de substância.

### Medicamentos
O Centro de Avaliação e Pesquisa de Medicamentos aplica critérios distintos para avaliar três categorias principais de medicamentos: novos medicamentos, medicamentos genéricos e medicamentos de venda livre. Considera-se um medicamento como "novo" caso seja produzido por um fabricante distinto, contenha excipientes ou ingredientes inativos diferentes, tenha uma nova indicação de uso ou passe por qualquer mudança significativa. Os padrões mais exigentes são reservados para as novas entidades moleculares, que são medicamentos que não derivam de fórmulas já existentes.

#### Novos Medicamentos
Novos medicamentos recebem extenso exame antes da aprovação do FDA em um processo chamado uma nova droga aplicação (NDA). Os críticos, no entanto, argumentam que os padrões da FDA não são suficientemente rigorosos, permitindo a aprovação de drogas inseguras ou ineficazes. Novos medicamentos estão disponíveis apenas por prescrição por padrão. Uma mudança para o balcão (OTC) status é um processo separado, e o medicamento deve ser aprovado através de um NDA primeiro. Um medicamento que é aprovado é dito ser "seguro e eficaz quando usado como dirigido."
Algumas exceções muito raras e limitadas a este processo de múltiplos passos envolvendo testes em animais e ensaios clínicos controlados podem ser concedidas a partir de protocolos de uso compassivo, como foi o caso durante a epidemia de Ebola de 2015 com o uso, por prescrição e autorização, de ZMapp e outros testes experimentais Tratamentos e novos fármacos que podem ser usados para tratar condições debilitantes e / ou muito raras para as quais nenhum remédio ou fármaco existente é satisfatório ou onde não houve um avanço em um longo período de tempo. Os estudos são progressivamente mais longos, gradualmente adicionando mais indivíduos à medida que progridem do estágio I para o estágio III, normalmente durante um período de anos, e envolvem normalmente as empresas farmacêuticas, o governo e seus laboratórios e muitas vezes escolas de medicina e hospitais e clínicas. No entanto, todas as exceções ao processo acima mencionado estão sujeitas a rigorosa revisão e escrutínio e condições, e só são dadas se uma quantidade substancial de pesquisa e pelo menos alguns testes preliminares humanos mostraram que eles são acreditados para ser um pouco seguro e possivelmente eficaz.

## Ciência e programas de pesquisa

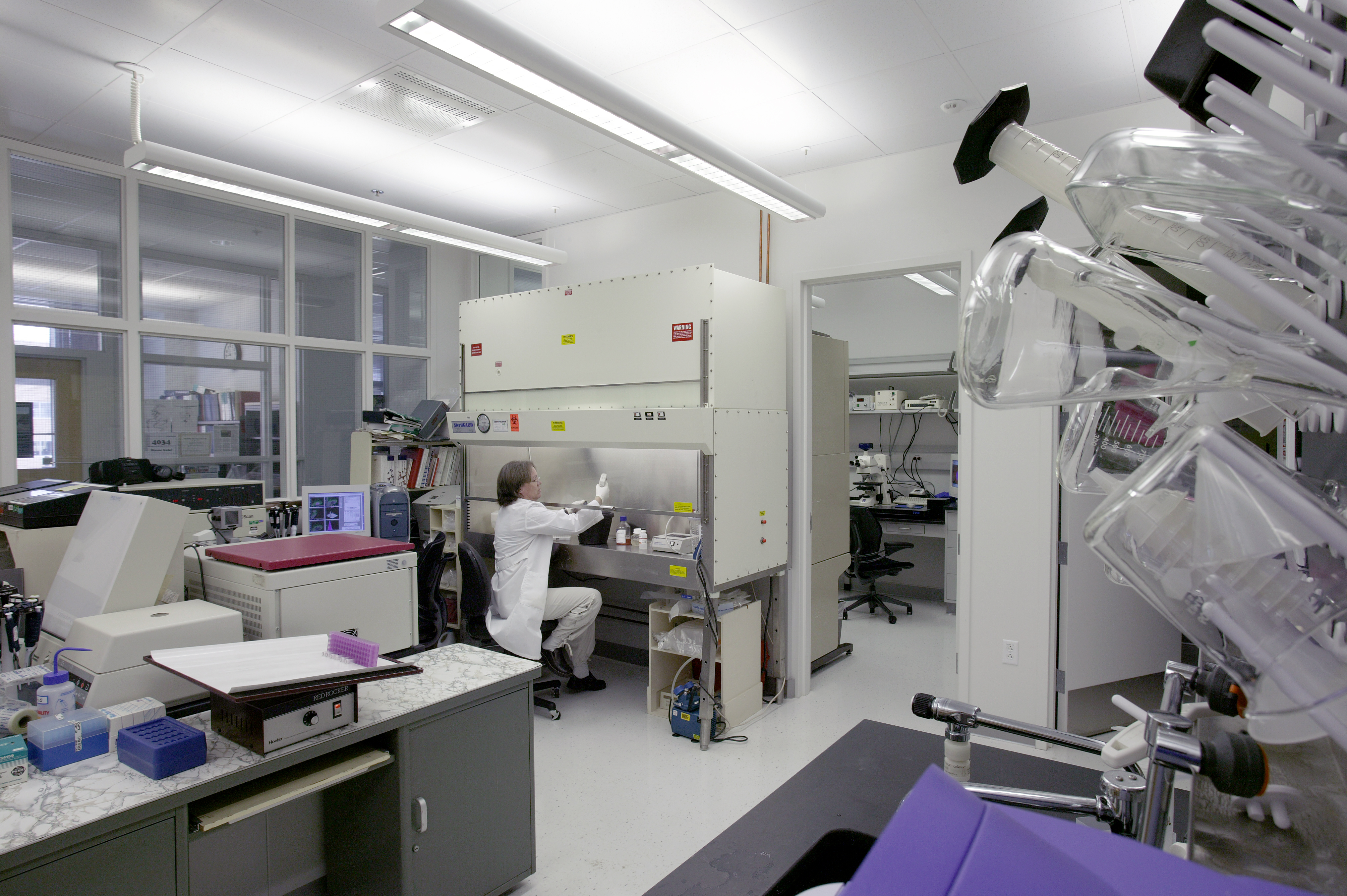
Laboratório da FDA no Edifício 64 em Silver Spring, Maryland

A FDA realiza atividades de pesquisa e desenvolvimento para desenvolver tecnologia e padrões que apoiem seu papel regulatório, com o objetivo de resolver desafios científicos e técnicos antes que se tornem impedimentos. Os esforços de pesquisa da FDA incluem as áreas de produtos biológicos, dispositivos médicos, medicamentos, saúde da mulher, toxicologia, segurança alimentar e nutrição aplicada e medicina veterinária.

## Gerenciamento de dados
A FDA coletou uma grande quantidade de dados ao longo das décadas. O projeto OpenFDA foi criado para permitir o fácil acesso dos dados para o público e foi lançado oficialmente em junho de 2014.